# 手島悠介
手島 悠介（てしま ゆうすけ、1935年（昭和10年）1月10日 - 2020年（令和2年）3月17日）は、日本の絵本作家、児童文学作家。台湾・高雄市生まれ。

## 来歴
前記の通り日本統治時代の台湾に生まれ、1946年（昭和21年）、11歳のとき、東京に引揚げる。学習院大学文学部哲学科中退。フリーの雑誌記者をしていたが、2年ほど工芸デザインにたずさわった。1970年（昭和45年）、ヒロシマを扱った『かべにきえる少年』が、児童小説学研児童文学賞に入選したのを機に創作の道に入る。1972年（昭和47年）に岩崎書店から出版された『手紙になったリンゴ』がデビュー作品である。1976年（昭和51年）岩崎書店刊『ふしぎなかぎばあさん』や1983年（昭和58年）講談社刊『がんばれ！ 盲導犬サーブ』などを代表作とし児童文学作家として多岐に活躍した。
1990年（平成2年）、「かぎばあさんシリーズ」（『かぎばあさんアメリカへいく』）で第14回日本児童文芸家協会賞受賞、2001年（平成13年）『日本のみなさんやさしさをありがとう』（講談社）と、2006年（平成18年）『裁判とふしぎなねこ』（学習研究社）は、産経児童出版文化賞に推薦。著作のいくつかは、英語、中国語、インドネシア語に翻訳され出版された。また、かぎばあさん文庫シリーズ20冊のうちの15冊は、岩崎書店の電子書籍になり販売されている。
児童書毎日小学生新聞児童小説選考委員、盲導犬サーブ文学賞選考委員などを経て、小川未明文学賞選考委員、小川未明文学賞委員会会長も務めた。
2020年（令和2年）3月17日死去。85歳没。

## 文学賞受賞作
- 『かべにきえる少年』学研児童文学賞入選
- 『ふしぎなかぎばあさん』(岩崎書店刊) 日本児童文芸家協会賞
- 『日本のみなさん やさしさをありがとう』(講談社刊) 産経児童出版文化賞
- 『裁判とふしぎなねこ』(学習研究社刊) 産経児童出版文化賞

## 代表作
『二十八年目の卒業式』
（1974年、岩崎書店）
1975年（昭和50年）、NHK連続少年ドラマ。NHKラジオ放送。太平洋戦争末期の1945年（昭和20年）3月9日、宮城県に学童疎開していた東京・浅草区の学童のうちの6年生が、卒業式を挙げるために帰京したが、その深夜、米軍のB29爆撃機による空襲を受け、下町一帯は焼夷弾の雨にさらされ、同級生からも多くの犠牲者を出した。東京大空襲である。それから28年、ちりぢりになっていた同級生たちがようやく小学校の卒業式を挙げることになった。戦時の学童疎開のみじめさ、空襲の悲惨さを、母の記録と、戦後生まれの娘の目を通して描いた作品。
『かべにきえる少年』
（1976年、講談社。学研児童文学賞入選作を改作）
ヒロシマに原爆が落とされたとき、数千度もの閃光に焼かれ、壁などに刻印された人影が、今も町をさまよっていることを知った少年が、影たちの会合に参加する。平和への願いをミステリアスに描いている。
『ふしぎなかぎばあさん』
（1976年、岩崎書店）
青少年読書感想文課題図書、日本児童文芸家協会賞。“かぎっ子のみかた、こどもたちのみかた、おまけに料理がじょうずで、歌がうまい”かぎっ子をあたたかくつつんでくれるかぎばあさん。全20冊のシリーズとなって、英語版3冊、文庫本16冊、のべ350万部のロングセラーとなっている。学習教材にも使われている。
かぎばあさんシリーズ
（全て岡本颯子・絵、岩崎書店）
1. 『ふしぎなかぎばあさん』 1976年12月。
2. 『かぎばあさんの魔法のかぎ』 1981年2月。
3. 『にせもののかぎばあさん』 1983年8月。
4. 『かぎばあさんは名探偵』 1985年4月。
5. 『かぎばあさんアメリカへいく』 1986年3月。
6. 『かぎばあさんへのひみつの手紙』 1987年8月。
7. 『かぎばあさんぼうけんの島へ』 1988年6月。
8. 『かぎばあさんのマンガ教室』 1989年7月。
9. 『かぎばあさんのサンタクロース』 1989年10月。
10. 『三塁打だよ、かぎばあさん』 1990年6月。
11. 『かぎばあさんのことわざ教室』 1992年1月。
12. 『親切キップだかぎばあさん』 1992年12月。
13. 『かぎばあさんのミステリ－館』 1993年12月。
14. 『かぎばあさんのファミリーレストラン』 1994年12月。
15. 『かぎばあさんの家みつけた』 1995年3月。
16. 『かぎばあさんの魔法クラブ』 1996年6月。
17. 『かぎばあさんがさらわれた』 1997年2月。
18. 『かぎばあさんともう一人のボク』 1998年2月。
19. 『かぎばあさんとペット探偵団』 1999年2月。
20. 『かぎばあさん、犯人はぼくなの』 2000年5月。

『飛べ! 千羽づる─ヒロシマの少女  佐々木禎子さんの記録』
（1982年、講談社）
共同映画、映画化。TBSテレビドラマ化。かけっこの早い禎子は、6年生になって白血病を発病した。それは禎子が2歳のとき広島に原爆が投下され、炎に包まれた町を、母に手を引かれて逃げていくとき肌に当たった“黒い雨”が原因であった。家族、同級生たちの愛に支えられ、「生きたい!」と願いながら、折りつづけた千羽づるもむなしく、ついに帰らぬ人となった。同級生たちの努力で集められた浄財で、禎子をモデルに「原爆の子の像」が平和記念公園に建てられたが、その石碑には、「これは　ぼくらのさけびです。これは　私たちの祈りです。世界に平和を　きずくための」と、記されている。
『がんばれ！ 盲導犬サーブ』
（1983年、講談社）
NHKアニメ化。TBSテレビドラマ化。教材にもなっており、『奇跡体験!アンビリバボー』「世界を動かした盲導犬」でも紹介される。盲導犬のサーブ（シェパード、雌）は暴走車から飼い主を守ろうと車におどりかかり、前左足を失って、3本足になる重傷を負った。この献身的な無償の行為は、子どもたちの心を打ち、引退したサーブに一目会いたいと、この本をかかえた子どもたちが、引きも切らず名古屋の中部盲導犬協会を訪れ、協会に寄せられた励ましの手紙は2万通を越えた。サーブの献身は、絵本にもなり、あわせて60万部を越えるロングセラーとなっている。続『天国へいったサーブ』は、3本足のサーブがアメリカへ招かれ、「テキサス州名誉犬」の称号を受けるなど、サーブ11歳の死までをていねいに追っている。
『ぼく日本人なの？』
（1984年、ほるぷ出版。絶版）
手島悠介・文、善元幸夫・協力、遠藤てるよ・絵
青少年読書感想文課題図書。中国残留孤児が連れ帰った子ども崇山 （ツォンシャン）が、日本の子どもたちに「くさい、きたない、中国へ帰れ！」と、いじめられていた。しかし、心根のやさしい崇山は、給食につばを吐かれるなどのいじめをうけても、「人間が好き」と、人を信じつづける。東京都江戸川区の小学校にほんとうにあった話を素材にしている。
『なみだの金メダル─山下泰裕物語』
（1985年、講談社。絶版）
東宝映画化。柔道家山下泰裕の、きかん気だった少年時代から、ロサンゼルスオリンピックで金メダルを獲得するまでの努力を描いている。
『大地震が学校をおそった』
（1987年、学習研究社）
青少年読書感想文課題図書。1984年4月、長野県木曽郡・王滝村を、震度M6.8の直下型地震が直撃。山はくずれ、28名の犠牲者を出した。大きな被害を受けながらも、王滝小・中学校からは1人のけが人も出さず、整然と避難ができた。そのかげには、教師たちのすぐれた指導があった。
『日本のみなさん やさしさをありがとう』
（2000年、講談社）
産経児童出版文化賞。第1次世界大戦で、親、兄弟を失ったポーランドの子どもたちが、厳冬のシベリアをさまよっていた。このことを知った日本赤十字社は、この子どもたちを救い出し祖国ポーランドに帰そうと、日本軍の協力を得て、救出に取りかかった。いったんは日本に迎えられた子どもたちは、飢えきっていた空腹を、温かい市民の善意で満たし、動物園などにも招待されて、日本人のやさしさに心をいやされた。やがて、祖国に帰りついた子どもたちを待っていたのは、祖国独立の激動の時代であった。ようやく明かされたポーランドと日本の友好物語。
『ナターシャ、チェルリブイリの歌姫』
（2001年、岩崎書店）
1986年4月、ウクライナのチェルノブイリ原子力発電所が大爆発事故を起こし、広範囲にわたって住民が被ばく、大地が汚染されるという未曾有の大事故となった。このとき6歳だった少女ナターシャは、少年少女民族音楽団に入団、やがて弾き語りの歌手として活躍をはじめ、写真家・広河隆一の目にとまって来日した。「被ばくの後遺症に苦しむ子どもたちを助けたい」と歌いつづけるナターシャの美声は、多くの日本人を魅了しつづけている。詩の形をしたノンフィクション。
『夢の向こうへ』
（2004年、中央法規出版）
「青い海でイルカと遊びたい!」「Jリーグの選手と、電動車いすサッカーがしたい!」「NASAでスペースシャトルの打ち上げが見たい!」─難病の子どもたちのこんな無邪気な“夢”をかなえてくれる団体がある。「メイク・ア・ウィッシュ」というボランティアの団体だ。多くの感動的なエピソードのなかから、6人の子どもたちの夢が実現する喜びが、詩の形で語られている。「
『サングラスをかけた盲導犬』
（2005年、岩崎書店）
赤い羽根アニメーション・原作。盲導犬チャンスは、主人のご婦人を誘導するどころか、歩道に停めてあったバイクにぶつかってしまう。たまたたまそれを見ていて「おかしいな」と思った彩音だったが、夏休みの雑木林で、サングラスをかけたチャンスと出会って、引退したチャンスのあわれな話を聞かされる。それから彩音と盲目の盲導犬チャンスの、元ご主人を探すユーモラスな旅がはじまる。年老いて引退していく盲導犬の悲しみに想いを寄せる物語。
『裁判とふしぎなねこ』
(2005年、学習研究社)
産経児童出版文化賞。ぼくたちの学校で、模擬裁判をすることになった。本物の宇都宮地方裁判所で、裁判の“劇”をやるのだ。ぼくは裁判長の役になって、被告人に判決を言いわたさなくてはならない。犯人は有罪か、無罪か? でもじつは、人を裁かなくてはならない裁判長のぼくなのに、人にはいえない罪をかくしていた。宇都宮のある小学校の校外授業をモデルに、裁判について考えさせるストーリー。

## その他
- 『むかしへとんだ犬』小峰書店 1976年3月
- 『おにの子はホームラン王』 金の星社 1979年2月
- 『二十八年めの卒業式』 岩崎書店 1980年6月
- 『辻くんがんばれ六年一組』 偕成社 1981年1月
- 『こんどのクラスわけしんぱいだな』太平出版社 1981年7月
- 『チビッコ忍者友子のたんじょう』 TBSブリタニカ 1981年8月
- 『はるかなる鉄路』PHP研究所 1981年10月
- 『うちゅう人がきみをしらべにきた』 太平出版社 1981年10月
- 『さるくんのまほうのふえ』岩崎書店 1982年1月
- 『がんばれ! 盲導犬サーブ―足をうしなっても主人を助けた盲導犬』 講談社 1983年1月
- 『かたうでの少年剣士―全国優勝!』講談社 1984年1月
- 『おならどけいの平太』佑学社 1985年1月
- 『おばけをさがせたんてい団』 太平出版社 1985年1月
- 『一万年後の世界のマリ子は』 太平出版社 1985年4月
- 『おねがい!テレビおじさん』学習研究社 1985年7月 絵：勝又進
- 『おねがい!明日を』 講談社 1985年9月
- 『かぜひいちゃったサンタさん』教育画劇 1985年11月
- 『ママもおつとめ』 ほるぷ出版 1985年12月
- 『ゆめを実らせた空想科学少年ーSONY（ソニー）をきずいた井深大』佼成出版社 1986年2月
- 『大地震が学校をおそった』 学習研究社 1986年5月
- 『まいごのねこはどこだワン？』教育画劇 1986年7月
- 『お化けをさがせ探偵団』 太平出版社 1987年5月
- 『なぞなぞだよ!テレビおばさん』 学習研究社 1987年5月 絵：勝又進
- 『宇宙から来た転校生』新学社 1987年6月
- 『赤毛のドモンジョ探偵塾』  講談社 1987年7月
- 『テストおじさん天才めがね』 太平出版社 1987年7月
- 『ふしぎなしっぽのおばけだぞう』 金の星社　1988年9月
- 『サンタになったこばけちゃん』 岩崎書店 1989年11月
- 『やせっぽちのチア』 ほるぷ出版 1990年4月
- 『天才チンパンあらわる』 岩崎書店 1990年6月
- 『足利尊氏』 ひくまの出版 1990年11月
- 『東郷平八郎』ひくまの出版 1991年4月
- 『こばけちゃんはんぶんの国へ』 岩崎書店 1992年11月
- 『ぼくクイシンボ、だからコックさんになりたい!』文溪堂 1993年4月
- 『大地の詩（うた）』中央法規出版 1994年6月
- 『ボクいじめられっ子，だからサッカー選手になりたい!』文溪堂 1994年7月
- 『いたずら子ザルとこばけちゃん』 岩崎書店 1994年7月
- 『ありがとうサーブ』学習研究社 1994年11月
- 『アフリカの虹―福岡市動物園キリン物語』 中央法規出版 1995年11月
- 『ぼく雪子がすき、だから結婚してしあわせになりたい!』文溪堂 1996年5月
- 『がんばれ!まいごのたっくん』 教育画劇 1996年8月
- 『光はやみより』 中央法規出版 1996年12月
- 『友情の二つの花―日米友好のハナミズキをさがしもとめて』岩崎書店 1997年12月
- 『えらいぞサーブ!』 講談社 2000年4月
- 『日本のみなさんやさしさをありがとう』 講談社 2000年6月
- 『飛べ!千羽づる』 講談社 2000年8月
- 『ナターシャ』 岩崎書店 2001年4月
- 『雄也のチキン嫌い秘密』汐文社 2002年12月
- 『矢の白鳥ポー』学習研究社 2003年12月
- 『ふしぎな∞（むげん）地図の旅』文研出版 2004年1月
- 『ふしぎなアイスクリーム』 金の星社 2004年2月
- 『夢のむこうへ』中央法規出版 2004年7月
- 『裁判とふしぎなねこ』 学習研究社 2005年2月
- 『サングラスをかけた盲導犬』 岩崎書店 2005年3月
- 『世の中への扉　盲導犬サーブ』 講談社 2010年6月
- 『星になった子ねずみ』講談社 2016年8月

## 企画もの
- 『セット・新案特許パズル童話』 （全8巻）
- 『セット・かぎばあさんセット』 （全9巻）